# Burg Merkenberg
Die Burg Merkenberg, die auch Burg Erkenberg genannt wird, ist eine abgegangene Gipfelburg auf 742,9 m ü. NN in der Gemeinde Neidlingen im Landkreis Esslingen in Baden-Württemberg.

## Geschichte
Die abgegangene Burg Merkenberg wurde vermutlich um 1200 von Graf Egino von Aichelberg gegründet. 1247 wird sie zum ersten Mal mit den Brüdern Diepold und Ulrich von Merckenberg erwähnt. Sie wurde vermutlich nicht ganz fertiggestellt und bestand nur aus Fachwerkbauten. Zu ihr gehörte die Nebenburg Burg Windeck.
Zwischen 1334 und 1339 ging die Herrschaft an Württemberg über, die Burg wurde dem Verfall überlassen. 1535 wird sie nur noch als Burgstall bezeichnet.